# Reoti
Reoti är en ort i Indien.   Den ligger i distriktet Ballia och delstaten Uttar Pradesh, i den nordöstra delen av landet, 800 km öster om huvudstaden New Delhi. Reoti ligger 64 meter över havet och antalet invånare är 23 819.
Terrängen runt Reoti är mycket platt. Runt Reoti är det tätbefolkat, med 881 invånare per kvadratkilometer. Reoti är det största samhället i trakten. Trakten runt Reoti består till största delen av jordbruksmark.